# New Providence (Nova Jersey)
New Providence és una població dels Estats Units a l'estat de Nova Jersey. Segons el cens del 2008 tenia 11.905 habitants.

## Demografia
Segons el cens del 2000, New Providence tenia 11.907 habitants, 4.404 habitatges, i 3.307 famílies. La densitat de població era de 1.249,3 habitants/km².
Dels 4.404 habitatges en un 37,9% hi vivien nens de menys de 18 anys, en un 66,3% hi vivien parelles casades, en un 6,3% dones solteres, i en un 24,9% no eren unitats familiars. En el 21,4% dels habitatges hi vivien persones soles el 9,7% de les quals corresponia a persones de 65 anys o més que vivien soles. El nombre mitjà de persones vivint en cada habitatge era de 2,67 i el nombre mitjà de persones que vivien en cada família era de 3,13.
Per edats la població es repartia de la següent manera: un 26,3% tenia menys de 18 anys, un 4% entre 18 i 24, un 31% entre 25 i 44, un 23,3% de 45 a 60 i un 15,3% 65 anys o més.
L'edat mediana era de 39 anys. Per cada 100 dones de 18 o més anys hi havia 90,3 homes.
La renda mediana per habitatge era de 90.964 $ i la renda mediana per família de 105.013 $. Els homes tenien una renda mediana de 72.926 $ mentre que les dones 46.948 $. La renda per capita de la població era de 42.995 $. Aproximadament l'1,3% de les famílies i l'1,8% de la població estaven per davall del llindar de pobresa.

## Poblacions més properes
El següent diagrama mostra les poblacions més properes.